# Chajbar Paštúnchwá
Chajbar Paštúnchwá (paštunsky خیبر پښتونخوا, Xaybar Paṣtūnxwā, Xaybar Paxtūnxwā, urdsky خیبر پختونخوا, Xaybar Paxtūnxwā, anglicky Khyber Pakhtunkhwa), dříve známá též jako Severozápadní pohraniční provincie (anglicky Northwest Frontier Province) je nejmenší provincie v Pákistánu. Současný název, který by bylo možné počeštit též jako Chajbarsko-Paštunsko, získala v dubnu 2010. Paštúnchwá (v některých dialektech Pachtúnchwá) je jméno preferované paštunskou většinou; Chajbar (podle Chajbarského průsmyku) má vyjadřovat, že zde žijí i jiné národy než Paštunové. V roce 2018 byla do provincie začleněna Federálně spravovaná kmenová území (27 220 km² a přibližně 5 milionů osob).
Oblast je domovem mnohých etnik, Paštunové ale tvoří většinu. Na většině hraničního území sousedí s pákistánskými oblastmi, jen na severozápadě sousedí s Afghánistánem. Hlavní město provincie je Péšávar. Na hranicích Paštúnchwy a Afghánistánu se nachází strategicky důležitý Chajbarský průsmyk. Provincie se rozkládá na území považovaném za část tzv. Paštunistánu.